# Salzenforst

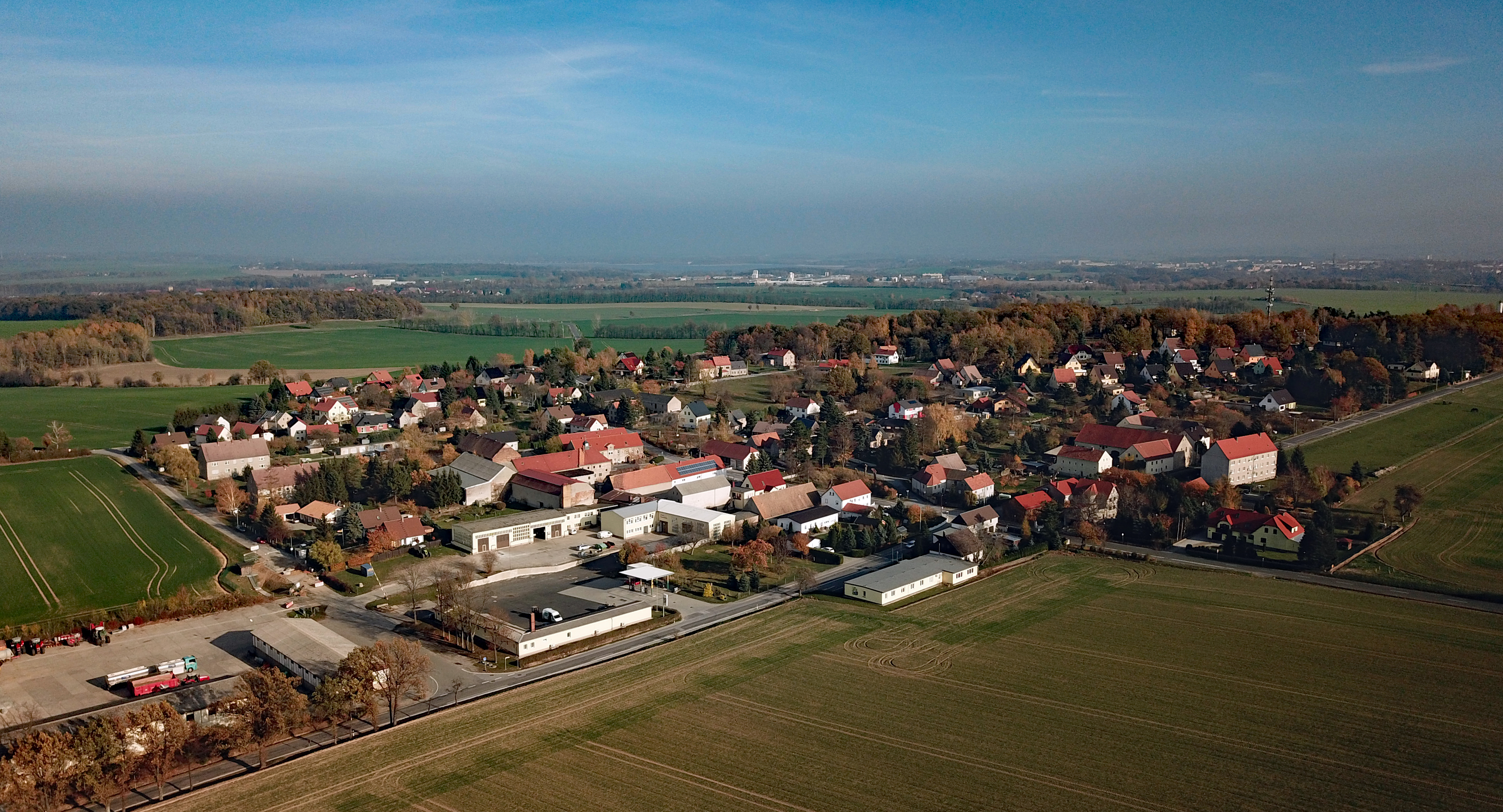
Luftbild

Salzenforst, obersorbisch Słona Boršćⓘ, ist ein Ort im ostsächsischen Landkreis Bautzen und gehört seit 1999 zur Großen Kreisstadt Bautzen. Seit 2007 zählt es offiziell als Stadtteil. Es liegt in der Oberlausitz und befindet sich im Siedlungsgebiet der Sorben.
Der sorbische und deutsche Ortsname sind gleichbedeutend. Woher der Name stammt, ist unklar, es ist aber möglich, dass der Zusatz Salz-/Salzen- gewählt wurde, um den Ort an der Salzstraße von anderen namens Forst oder Förstchen zu unterscheiden. Alleine im Umkreis von zehn Kilometern gibt es vier Orte, die diesen Namen tragen.

## Geografie

Salzenforst Ende des 18. Jahrhunderts. Deutlich erkennbar ist der Dorfanger (Norden ist rechts).

Der Ort befindet sich etwa vier Kilometer nordwestlich des Bautzener Stadtzentrums am Nordwesthang des Chorberges (266 m), der die höchste Erhebung Bautzens und der näheren Umgebung darstellt. Hier wurde 1865 eine Vermessungssäule der Königlich-Sächsischen Triangulation errichtet. Der Ort selbst liegt zwischen 239 und 266 m Höhe und ist damit der höchstgelegene Ortsteil Bautzens.
Salzenforst ist im Kern ein Straßenangerdorf, wobei sich der Anger mit dem Dorfteich an der Handrij-Zejler-Straße befindet. Siedlungserweiterungen gibt es in alle Richtungen, die jüngsten im südöstlichen Teil.
Die Nachbarorte sind Kleinseidau und Kleinwelka im Nordosten, Temritz im Osten, Dreistern im Süden sowie Oberuhna und Bolbritz im Westen.

## Geschichte
Östlich des Chorberges wurden Urnen, Geräte, Waffen und Siedlungsreste gefunden, die auf eine systematische Besiedelung vor bereits etwa 4000 Jahren schließen lassen.
Der Ort selbst wurde erstmals 1359 als Salczforst erwähnt. Die Grundherrschaft lag über lange Zeit nicht bei einem Rittergut, über das Salzenforst selbst auch nicht verfügt, sondern beim Bautzener Domstift. Die überregional bedeutsame Hohe Straße verlief seit dem Mittelalter aus der Bautzener Seidau kommend durch Salzenforst weiter in Richtung Dreikretscham und Kamenz und wurde hier auch als Salzstraße bezeichnet. Mit dem Ausbau der Landstraßen im 18. Jahrhundert wurde sie über Rattwitz und Bloaschütz gelegt.
Am 19. Mai 1813, einen Tag vor der Schlacht bei Bautzen, nutzte Napoleon die weite Aussicht des Salzenforster Chorberges zur Erstellung seines Schlachtplans.
Bis 1969 war Salzenforst eine eigenständige Landgemeinde mit den Ortsteilen Schmochtitz mit Oberuhna und Löschau (seit 1948) sowie Temritz (seit 1950). 1969 schlossen sich Salzenforst und Bolbritz zur Gemeinde Salzenforst-Bolbritz zusammen, die 1994 zunächst nach Kleinwelka und gemeinsam mit diesem 1999 nach Bautzen umgegliedert wurde.

## Bevölkerung
1834 hatte Salzenforst 161 Einwohner, darunter eine relativ große Zahl von 71 Katholiken (44 %). In den folgenden Jahrzehnten stieg die Bevölkerungszahl langsam über 198 (1871) und 210 (1890) bis auf 234 (1939) an, wobei der Anteil der Katholiken unter 10 % fiel. Arnošt Muka zählte in den 1880er Jahren 213 Bewohner, davon 180 Sorben (85 %) und 33 Deutsche. Der Anteil der Sorbisch-Sprecher im Ort ist seitdem jedoch zurückgegangen. Ernst Tschernik zählte 1956 in der Gemeinde Salzenforst (mit Schmochtitz, Oberuhna, Löschau und Temritz) einen sorbischsprachigen Bevölkerungsanteil von noch 43,6 %.
Nach dem Zweiten Weltkrieg stieg die Bevölkerungszahl der Gemeinde Salzenforst durch den massenhaften Zuzug von Aussiedlern aus den Ostgebieten sprunghaft auf über 1300 an, um bis 1964 wieder auf 653 zu fallen. Bedingt durch den Bau von Eigenheimen auf dem Chorberg und die günstigen infrastrukturellen Bedingungen ist die Einwohnerzahl Salzenforsts heute stabil.
Die Salzenforster sind evangelisch-lutherisch in die Bautzener Kirchgemeinde St. Michael, katholisch in die Gemeinde St. Petri gepfarrt.

## Wirtschaft und Infrastruktur
Salzenforst ist durch Kreisstraßen mit seinen Nachbarorten und mit Bautzen verbunden. Die zur Ortsumgehung Bautzen ausgebaute S 106 ermöglicht einen schnellen Anschluss an die B 96 in Richtung Hoyerswerda und die Staatsstraße 111 in Richtung Bischofswerda. Die Anschlussstelle Salzenforst der A 4 befindet sich nur einen Kilometer vom Ort entfernt. Salzenforst verfügt über eine Tankstelle.
Das Industrie- und Gewerbegebiet Bautzen-Salzenforst mit zahlreichen Betrieben ist auf der anderen Seite der Autobahn nahe dem Ort Bloaschütz gelegen. Östlich von Salzenforst werden auf der hier vorhandenen Sand- und Kiesmoräne zwei Kiesgruben betrieben.
Mit der Freiwilligen Feuerwehr Salzenforst gibt es im Ort eine Abteilung der Feuerwehr Bautzen.

## Persönlichkeiten

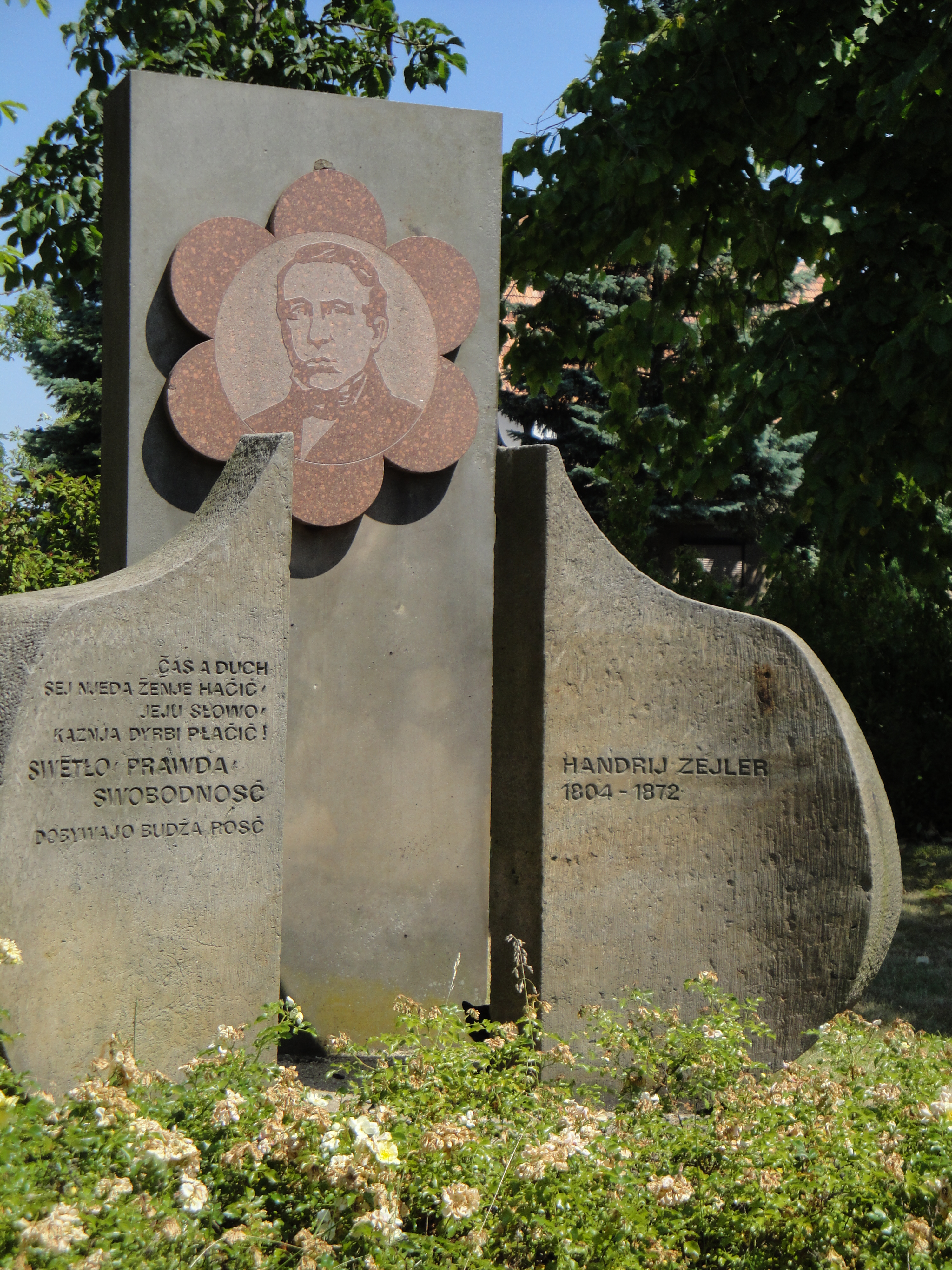
Denkmal für Zejler in der Dorfmitte

- Jakub Delenka (1695–1763), Bildhauer, geboren in Salzenforst
- Handrij Zejler (1804–1872), sorbischer Lyriker und Begründer der modernen sorbischen Dichtung, geboren in Salzenforst

## Denkmäler
Am Osthang des Chorberges befindet sich seit 1949 eine Gedenkstätte für 43 jüdische Frauen aus Deutschland, Ungarn, Polen, Rumänien und der Tschechoslowakei, die hier im Februar 1945 auf einem Todesmarsch ermordet wurden.
In der Ortsmitte erinnert ein Denkmal an den bekanntesten Sohn Salzenforsts, Handrij Zejler.